# Nindzsa
A nindzsa (忍者) vagy sinobi (忍) a japán feudális társadalom "árnyharcosa" volt. A szamurájokkal ellentétben a nindzsa a sötétség és a lopakodás mestere, aki inkább a ravaszságban, kémkedésben és gyilkosságban jártas. Rengeteg monda, mítosz és legenda kering róluk, amelyeknek igazságtartamát nehéz megállapítani, mivel mindig is homály övezte őket.

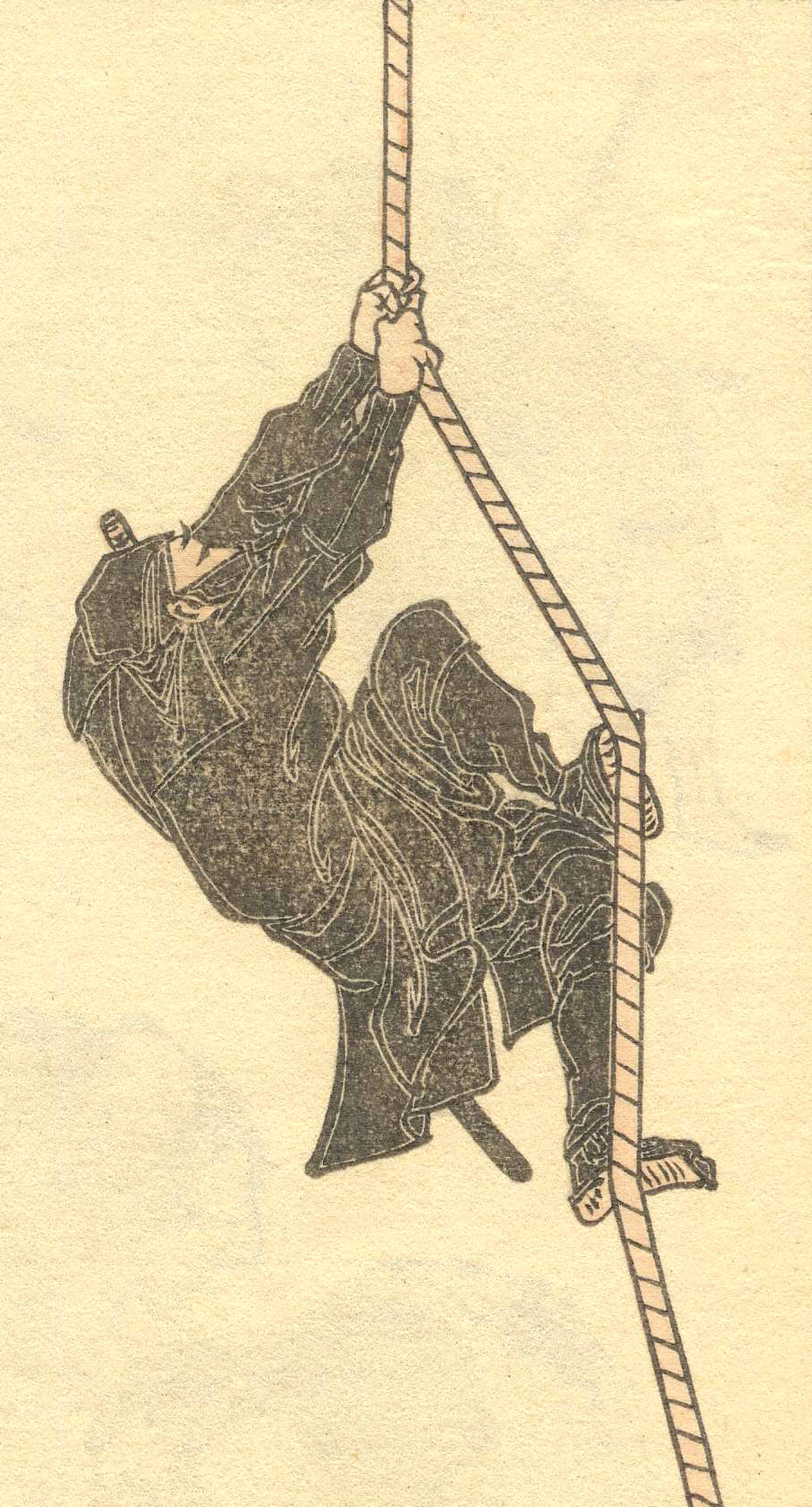
Nindzsa akció közben

## Nindzsa vagy sinobi
A közvéleményben két fő kifejezés terjedt el:
- Nindzsa (忍者): kínai kiejtés szerint a kandzsi első fele a nin (忍) jelenti a kitartást. Ha még jobban szétbontjuk, akkor a felső része a kard (刃) és az alsó a szívet (心) jelenti. A második fele a dzsa (者) kiegészíti az előzőt, ebben az esetben személyt jelent.
- Sinobi (忍):japán kiejtés szerint Sinobi-no-mono amit sinobira rövidítünk. A nin kandzsi olvasata japánul kiejtve shinobi, a szó másik része pedig a személyt jelölő mono, a no partikula pedig összeköti a két főnevet.

A hiteles szövegek gyakran illetik őket más elnevezésekkel, mint például: Hódzsó Godaikiben a rappa és kusza, a Takeda család krónikájában a Kójó Gunkanban kagimonokiki (szaglászni és hallgatózni), továbbá a kancsó (kémek) és a teiszacu (felderítők).

## Szun-ce
A középkorban élt japánok is ismerték a nindzsák őseit, akik Kínából származnak. Első írásos említést létezésükről és harci viselkedésükről a kínai Szun-ce A háború művészete című könyvében tesz.

### A kémek öt típusa
Szun-ce (akit japánban Szonsi néven ismertek) elsődleges megállapítása: a hadsereg csak akkor támadjon, ha az ellenséget már belülről megbomlasztotta és sebezhetővé tette. Elméleteit eme könyvben részletesen kifejti és a kan írásjeggyel jelöli a kémet, akiknek öt különböző típusát különbözteti meg.
1. Inkan (a helybéli ügynök): falusi ügynökök, rendszerint ellenséges tartományból toborzott. Kiképezni nem lehet őket megfelelően, így kockázatot nem tudnak vállalni. Hasznuk az ellenség hozzávetőleges elhelyezkedését megtudni.
2. Naikan (a belső ügynök): ellenséges kormányzat hivatalnokai, akiket megvásároltak. Az általuk kapott információ sokkal értékesebb, mint amit az Inkan nyújt.
3. Júkan (a baráti ügynök): ellenséges ügynök az, aki utánunk kémkedik. Az ilyen ügynököket megvesztegették és felhasználták, mint kettős ügynök.
4. Sikan (a halál ügynöke): saját ügynökök, akik nélkülözhetőek. Szándékosan hamis információval bízzák meg őket, ha elkapják akkor a hamis információ tudódik ki és a parancsok aszerint módosítja a terveit. Nélkülözhetőségét az a jellege adja, hogy miután elfogják és átadja a hírt, ki is végzik, de feladatát elvégezte.
5. Sókan (az élő ügynök): klasszikus értelemben vett nindzsa típusú kémek. Belopakodik az ellenséges felségterületre és értékes információval tér vissza. Az ilyen embereknek a tulajdonságai: szívósság, bátorság, széles körű ismeretek, és jó észjárással kellett rendelkeznie.

### Japán első nindzsái (legendák)
A japán hagyomány szerint Szun-ce könyve, és a katonai hírszerzés alapjai Makibi (693-775) által került a szigetországba. Érdekesség, hogy 714-ben megjelent a Kodzsiki amely Régi idők feljegyzései és benne megtalálhatók a nindzsák prototípusa. A könyv Jamato herceg alakja köré sző legendákat, amelyek nagyon népszerűek.
Jamato herceg legendája 

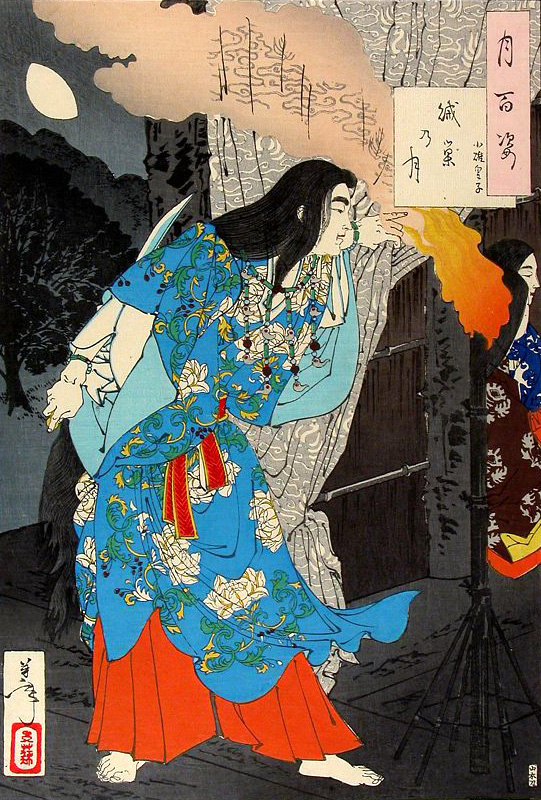
Jamato herceg

Jamato herceget apja száműzetésre ítéli Kjúsú szigetére és megparancsolta neki, hogy fojtson el egy ottani lázadást. Amikor megérkezik Jamato herceg az ottani lázadók főhadiszállására, látta, hogy nagy lakomát szerveztek a lázadás vezetőjének újonnan felépült lakóházának tiszteletére. Ezért Jamato herceg leeresztette hosszú fekete haját, magára öltötte nagynénjének (aki az Iszei nagyszentély 伊 勢 神 宮 főpapnője volt) ruháját és kardot vett magához, majd így csatlakozott a lakomához. A lázadók vezetőit elragadta a szép nő látványa, ezért maguk mellé ültették. Amikor a hangulat a tetőfokára hágott Jamato elővette a kardját és leszúrta a vezetőket. Azonban a lázadás egyik vezetője sikeresen kimenekült a szobából. Jamato azon nyomban követte, majd hátba szúrta. A sebesült arra kérte fedje fel kilétét, s amint ez megtörtént, a Jamatotakeru (Jamato, a bátor) nevet adta neki cselekedetének elismeréseként.
A könyv erőteljes leírásban mutat be egy gyilkosságot, amelynek stílusa megegyezik a későbbi nindzsákéval.
Óejama legenda:
Egy Sutendódzsi nevű (ami szó szerinti fordításban borivó fiatalembert jelent) démon volt. A bor változtatta szörnyeteggé és különleges képessége az alakváltás volt. Egyik alkalommal eldöntötte Kiotóba megy, onnan lányokat és fiúkat hurcolt el magával rejtekhelyére. Raikó nevű hős kapta a nemes megbízatást, hogy végezzen a gonosz teremtménnyel (Minamoto Jorimicu létező történelmi személyiség volt, 944-1021), aki maga mellé további 4 társat választott, Vatanabe Cuna, Urabe Szuetake, Uszui Szadamicu és Szakata Kintokit. Az út során Jamabusinak, azaz a hegyekben vándorló szerzetesnek álcázták magukat (innen erednek azok a további legendák illetve eredeztetések, hogy a nindzsák ősei hegyekben élő szerzetesek voltak). A ruházatuk megfelelt arra a célra, hogy fegyvereiket benne rejthessék el. Nagy csomagjaikban (amit a szerzetesek magukkal visznek a hosszú zarándok úton), egy korsó varázsital, szaké volt, amelyet meg kellett itatniuk a szörnyeteggel, hogy könnyű áldozattá váljon. Raikót és társait meghívták a szörnyeteg rejtekhelyére lakomázni, ahol a házigazda jóképű fiatalember alakban fogadta őket. A mulatságon a szaké tényleg varázsitalnak bizonyult, hatását megtette, a szörnyeteg és társai mély álomba merültek. Ekkor Raikó és társai támadásba lendültek. Raikó egyetlen kardcsapással levágta a szörnyeteg fejét. A testtől elválasztott fej Raikóra zuhant és agyarai a tábornok sisakjába fúródtak. A megmaradt vonagló testet szétszabdalták a tábornok társai.
Létezik még egy további híres legenda is, amely Raikó tábornokról szól. A többi legendához hasonlóan ebben is megtalálható az álcázással és rászedéssel végrehajtott cselekedetek sora.

## Történelmük
A nindzsák legjelentősebb bölcsője, ahol klánok és családok jöttek létre, az Iga és az Ómi tartomány déli része volt. Iga tartomány a mai Mie prefektúra északnyugati része, amely csaknem teljesen el van szigetelve a hegyvonulatok miatt. Szomszédja az Ómi tartomány( 近 江 国 ) déli része amelyet Kogának hívnak. A legrégebbi írásos utalás, hogy miért is nevezhető bölcsőnek eme két tartomány a Muromacsi bakufu évkönyvnek, a Nocsi Kagaminak a mellékletében található utalás.
Tamon-In nikki krónika, amely igazából egy napló amelyet Eisun nevű apát vezetett. Tamon-In a narai Kófukudzsi monostor egyik szerzetes háza volt. A krónikában a nindzsákat, a ma általánosan ismert álruhában jeleníti meg és írja le.
A nindzsák fénykora a hadakozó fejedelemségek korszakában (szengoku dzsidai) volt 1450 és 1615 között. Ebben az időszakban a sógun hatalma kis híján összeomlott, és a damijók harcoltak egymás ellen, hogy minél nagyobb földterületeket kaparinthassanak meg maguknak. Amíg nagy létszámú hadseregeik rizsföldeken keresztül meneteltek, addig észrevétlenül be tudtak osonni a kastélyokba, hogy felgyújtsák vagy megöljék a kastélyok urait. Továbbá az ellenséges katonai táborokban pánikot és riadalmat keltettek. Ezeket a tevékenységeket jól ismerték a damijók, akik alkalmazták őket. A saját túlélésük érdekében ismerniük kellett az általuk alkalmazott technikákat, hogy miként lehet szembeszállni velük.

## Kunoicsik avagy a női nindzsák
A női nindzsákra a kunoicsi elnevezést használják.

### A szónak két feltételezett eredete van
- Az elnevezés valószínűleg a japán nő ( 女) kandzsiból ered. Amelyet szétszedve ku ( く ) no ( ノ ) icsi ( 一 ).
- A másik feltételezett eredete szerint a 九 能一 a japán kilences ku ( 九 ), képesség no (能),és az egyes icsi ( 一 ) számok, melyek együttes jelentése: “kilenc képesség egy személyben”, habár nincs megbízható forrás arra vonatkozóan, hogy mit is jelent pontosan ez a megnevezés.

### A kunoicsik színrelépése
A történelem során nem végig voltak jelen, mivel a Budzsinkan ( 武 神 館 ) irányzat vezetői érzékelték a jin és jang energiák egyensúlyának szükségességét a dódzsókban, ezért ez az irányzata tette lehetővé, hogy a nők is esélyt kapjanak ebben a világban. Japánban hagyományosan létezik ez az ág (ma is).
Fénykorukat a 16. században élték. Mocsizuki Moritoki felesége, Mocsizuki Csijome egy egész hálózatot hozott létre, amely egész Japán területére kiterjedt és vész esetére bevethetőek voltak. Az úrnő főként hadiárvákból válogatta ki titkos hadserege tagjait, és a lányokat jól elrejtett iskolában tanították meg a nindzsucu művészetére. A kunoicsiket a több éven át tartó, alapos és kemény kiképzés után már azonnal bevetették, mint például: templomok és szentélyek őrzésére, hírszerzésre, orvgyilkosságokra.
A kunoicsik is éppolyan erőteljes és alapos tréningeken estek át, mint a férfiak. Megtanították őket a fegyveres és pusztakezes harcra, felderítésre, álcázásra, rejtőzködésre, stratégia kidolgozására, a gerillaharc szabályaira és taktikáira.
A nőknél nem az erő a kulcsfontosságú tényező, ezért a hangsúly inkább a hatékonyságon és eredményességen van. Így ennek is megvan a maga előnye, ebben az esetben az, hogy megtanuljanak egy technikát erőlködés nélkül végrehajtani, mivel nem tudnak az izomerőre jelentős mértékben építeni. Éles helyzetekben az erő és a könnyedség kombinációja félelmetes tud lenni. Azt mondják, ha erőt kell alkalmazni, az már nem nindzsucu. A nindzsucu nem az erőre, hanem az alkalmazott intelligenciára épít.
A női nindzsák kiképzése csak annyiban tért el a férfiakétól, hogy a képességeiket más irányba kamatoztathatták. A hangsúly női mivoltukra helyeződött és ezeket kellett kihasználniuk mint például: az álcázásra, méregkeverésre, mivel a közelharcra voltak kiképezve így tudásukat kamatoztathatták, ha elfogták őket.
Emellett további ismereteket kellett elsajátítaniuk, melyek közt a táncművészet, a hangszeres játék, az éneklés, a teaszertartás, illetve a növénytan egyaránt helyt kapott.

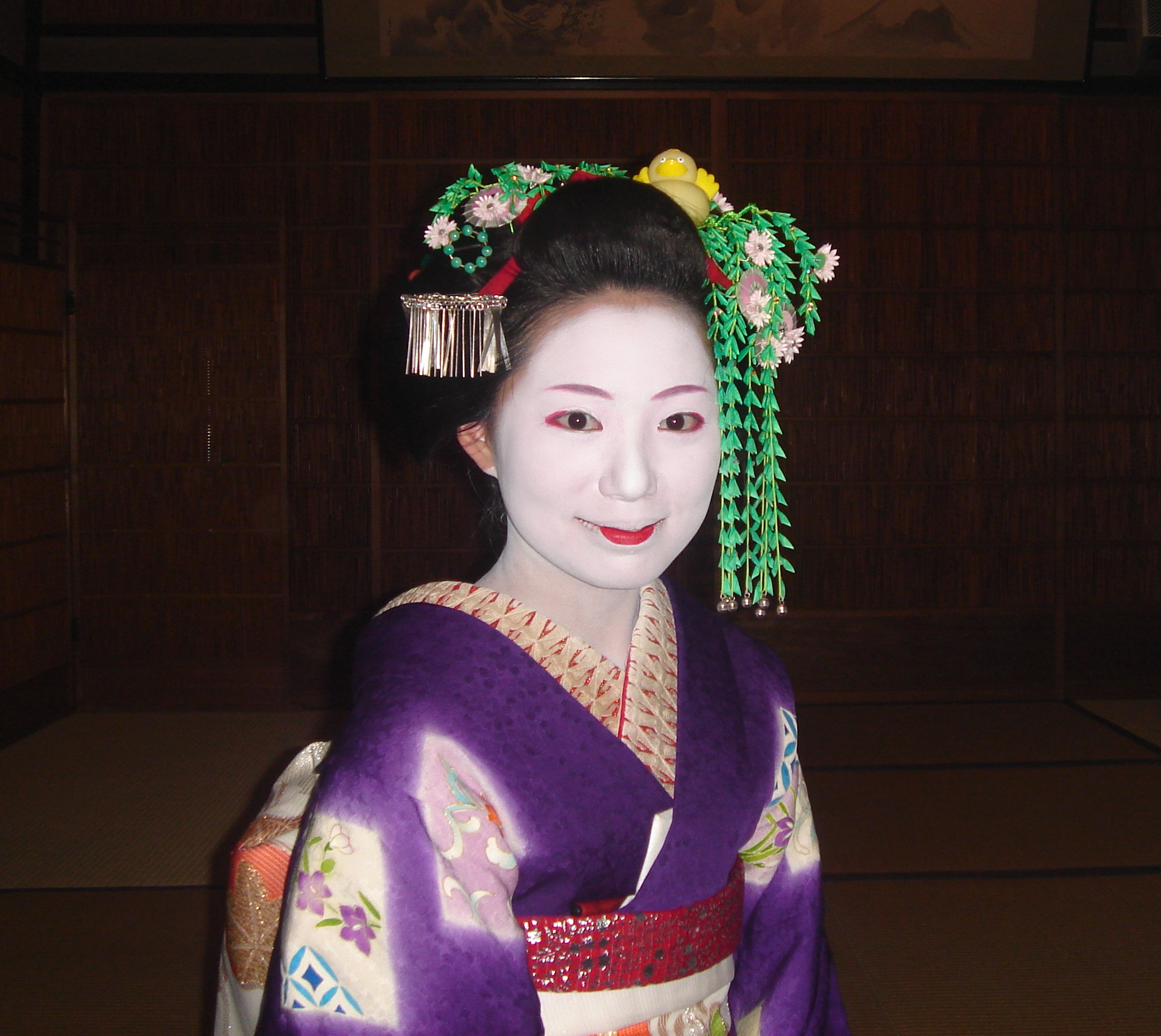
Gésa álca

### Főbb álcáik
- Gésa,
- táncosnő,
- prostituált,
- jövendőmondók,
- rongyos koldus,
- szolga.

## Harci technikák
Az Edo-korszak kezdetétől fogva számos rjú, azaz nindzsucu iskola létesült melynek saját hagyományai, szabályai, sajátosságai voltak. Odaadóan szolgálták mesterségüket, képességeiket szinten tartották. Megfelelő eszközökkel rendelkeztek, hogy fenntartsák titkaikat, amely mestertől tanítványra vagy apáról fiúra szállt és halálbüntetéssel sújtották azt aki eme titkokat feltárta.
A békeidő beköszöntével elvesztették jelentőségüket, így mint kuriózum kiadták különböző könyvekben. A legismertebb az 1676-ból származó Banszen Súkai, amit Fudzsibajasi Jaszutake a mű szerzője illusztrációkkal is ellátott. Továbbá a másik jelentős mű Fudzsibajasi Maszatake 1681-ből származó Sóniki könyve. Rengeteg akkori nindzsa könyv, illetve irat, ezeknek a könyveknek köszönhetően létezik és sokan merítettek belőlük.

### A tizennyolc készség
Togakure-rjú iskola volt az első akik elkezdték használni Ninja Júhakkei "a tizennyolc készséget" amit tekercsekre írtak. Ami később minden nindzsucu iskolában elterjedt. A Ninja Júhakkeit gyakran együtt tanulták a Bugei Júhappanal ami " a tizennyolc szamuráj harcművészeti készség" volt.
A 18 készség a következők:
1. Seishinteki kjójó – spirituális finomítás
2. Taidzsucu – fegyvertelen harc
3. Kendzsucu – kard technikák
4. Bódzsucu – bot technikák
5. Sódzsucu – lándzsa technikák
6. Naginatadzsucu – Naginata technikák
7. Kusarigamadzsucu – kusarigama technikák
8. Shurikendzsucu – dobálható fegyverek technikái
9. Kajakudzsucu – pirotechnika, tűzszerészet
10. Hensódzsucu – álruhában való megszemélyesítés
11. Shinobi-IRI – lopakodás és belépés módszerek
12. Badzsucu – lovaglás
13. Szui-ren – víz képzés
14. Bórjaku – taktika
15. Csoho – kémkedés
16. Intondzsucu – menekülés és elhallgatás
17. Tenmon – meteorológia
18. Csi-mon – földrajz

### Álcázás

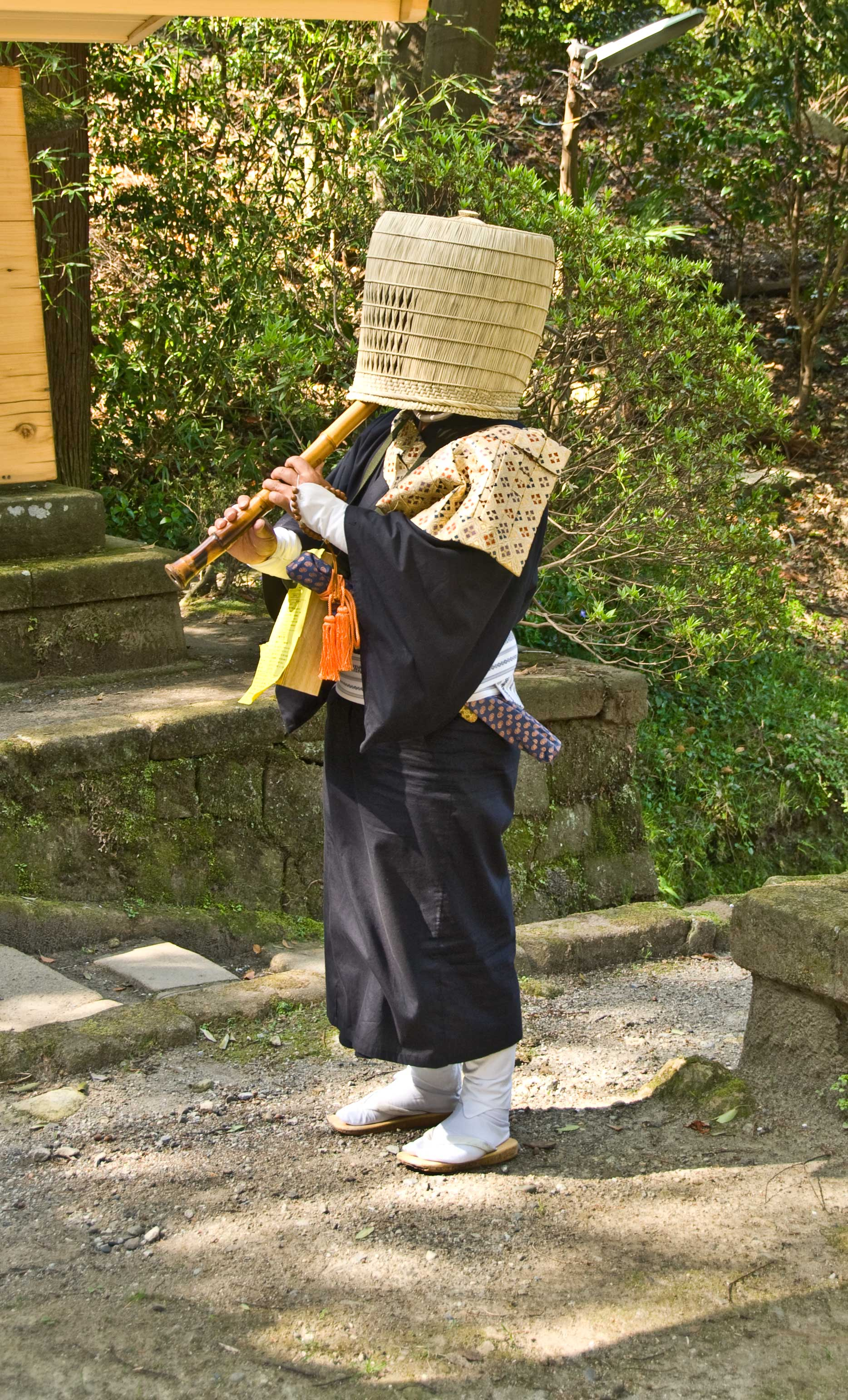
Komuszó szerzetes

Sóniki által ajánlott hét álcázási típus:
- Szarugaku táncos
- Rónin
- Jamabusi
- Pap
- Kereskedő
- Komuszó (nagy kalapot hordó furulyázó szerzetes)
- Vándor játékos

### Kudzsi-kiri
Az egyik legjobban ismert nindzsa trükk, amit az ujjakkal leadott különleges jelzésből állt. Ezek a jelek különböző mozdulatok kombinációi, amelyet úgy végeznek, hogy az ujjakat összefonják. A jelzéseket akár papírra is lehet vetni, de egyesek szerint ez a hipnotizálásra szolgált, mások szerint a nindzsa ebből merítette a félelmetes erejét.
Igazából ezeket a valóságban mudrának hívják, ez egy szanszkrit szó, ami a kéz gesztusait jelenti. Ezeket a különféle kéz gesztusokat a buddhista szobrokon találhatjuk meg főként. Japánban a VII. században Kóbó Daisi nevű szerzetes az ezoterikus buddhizmus Singon szektájának a megalapítója találta ki, így nyomatékosította a mondanivalóját. A Sigon szekta kézikönyve további 295 ilyen ujj jelet sorol fel.

## Felszerelések
A nindzsáknál nem beszélhetünk kifejezetten nindzsa fegyverekről. Ők bármiből fegyvert kovácsolhattak maguknak. A fegyvereik jelentős része az álcájukból kifolyólag a használati tárgyaik voltak, illetve azoknak a tovább fejlesztett változatai. A különleges fegyvereket néha csak egy-egy nindzsa klán használta

### Ruházatuk
Fekete illetve sötét vöröses színű volt. A fekete a rejtőzködést segítette elő, a vöröses színnek lélektani oka is volt. A vér nem látszott meg rajta, így ha megsebesült akkor sem láthatta senki ami növelte a róluk kialakult híresztelések értékét.
- Csuklya: Melegen tartotta viselője fejét illetve elősegítette anonimitását.
- Joroi: A láncszemes páncélzat amit többnyire a ruhájuk alatt, illetve a textilre rádolgozva alsóneműként is hordták. Erre rájött még a mindent befedő fekete zakó-féleség és egy kobakama nadrág.

### Eszközök
Beszivárgásra és kémkedésre használták:
- A kaginavát egy 8–10 m hosszú kötél végén egy több horogból álló kampó, amelyet az övükön tartottak.
- Az összecsukható létra, aminek mindkét végén kampó található amely a rögzítést biztosította a mászáskor.
- Kampós vagy tüskés eszközök amelyeket a kezükre és lábukra erősítettek. Ennek dupla funkciója volt a mászást segítette és önvédelmi célra is felhasználhatták.

### Fegyvereik
- Kések és tőrök (ezeket használták a leggyakrabban – amelyeket ruhaujjukban, övükben, hangszerükben vagy játékszereikben rejtettek el.)
- hosszú fésülködő körmök (nőknél),
- mérgezett hajtűk, gyűrűk (nőknél),
- vakító porok,
- zsinegek,
- legyezők (ezeket mindig közvetlen környezetükben, karnyújtásnyira tartották maguktól),
- suriken (a dobócsillag),
- szoga (a kampós kés lánccal a végén),
- ai siko (a kézre és a lábra vett hegyes tüskék),
- kuszari gama (a sarló és a láncos sarló),
- kuszari fundó (a tízezer erő lánca),
- mérgek – amik nem mindig halálosak,
- tecubisi vagy caltrop (vassulyom, lábtövis olyan szerkezet amelyet az üldözők lovai elé hajítva, annak lábára tekeredett, így megakadályozta a tovább haladásukat.)
- és a sai-t is.

## Fegyvergaléria

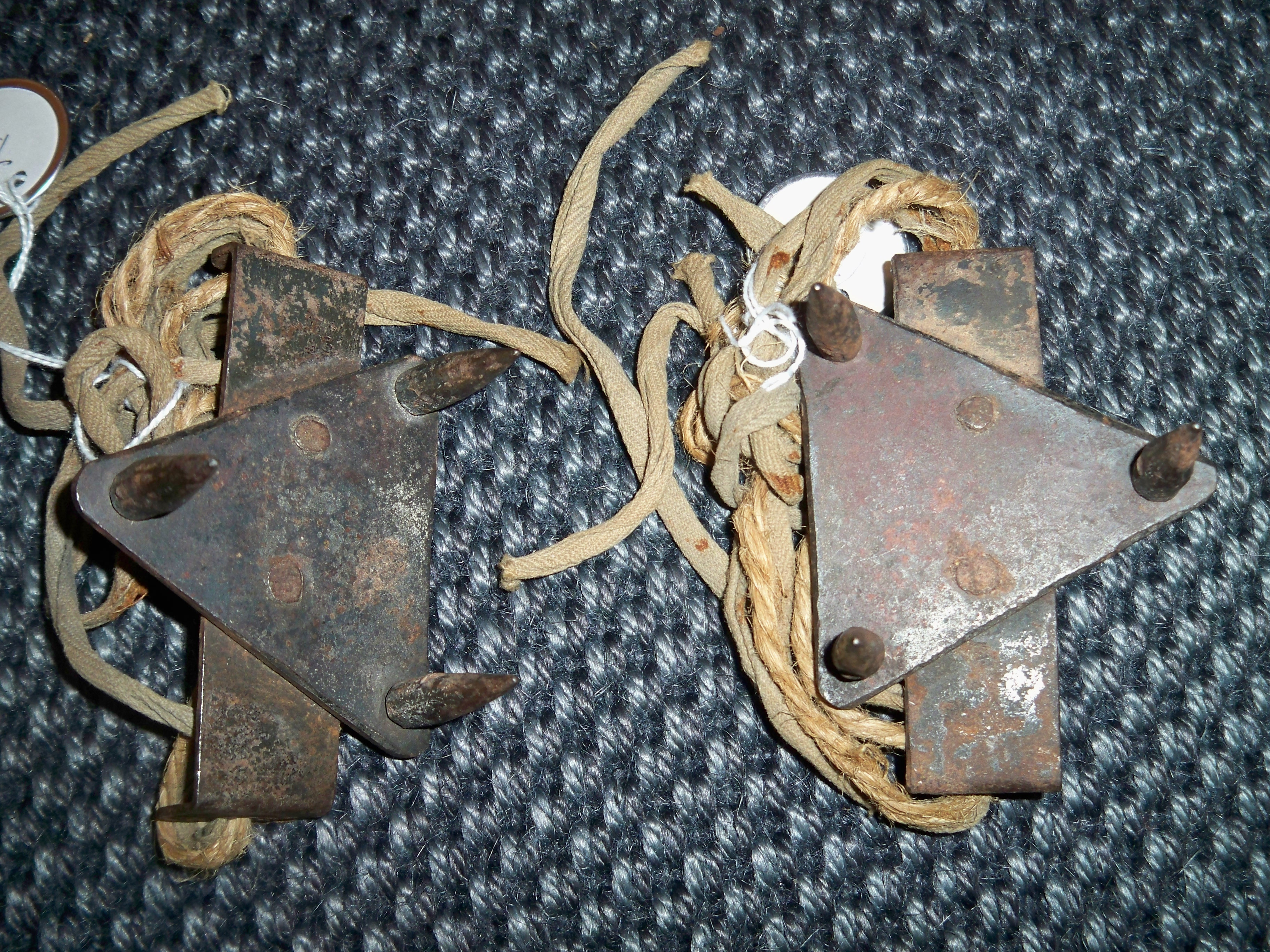
Asiko
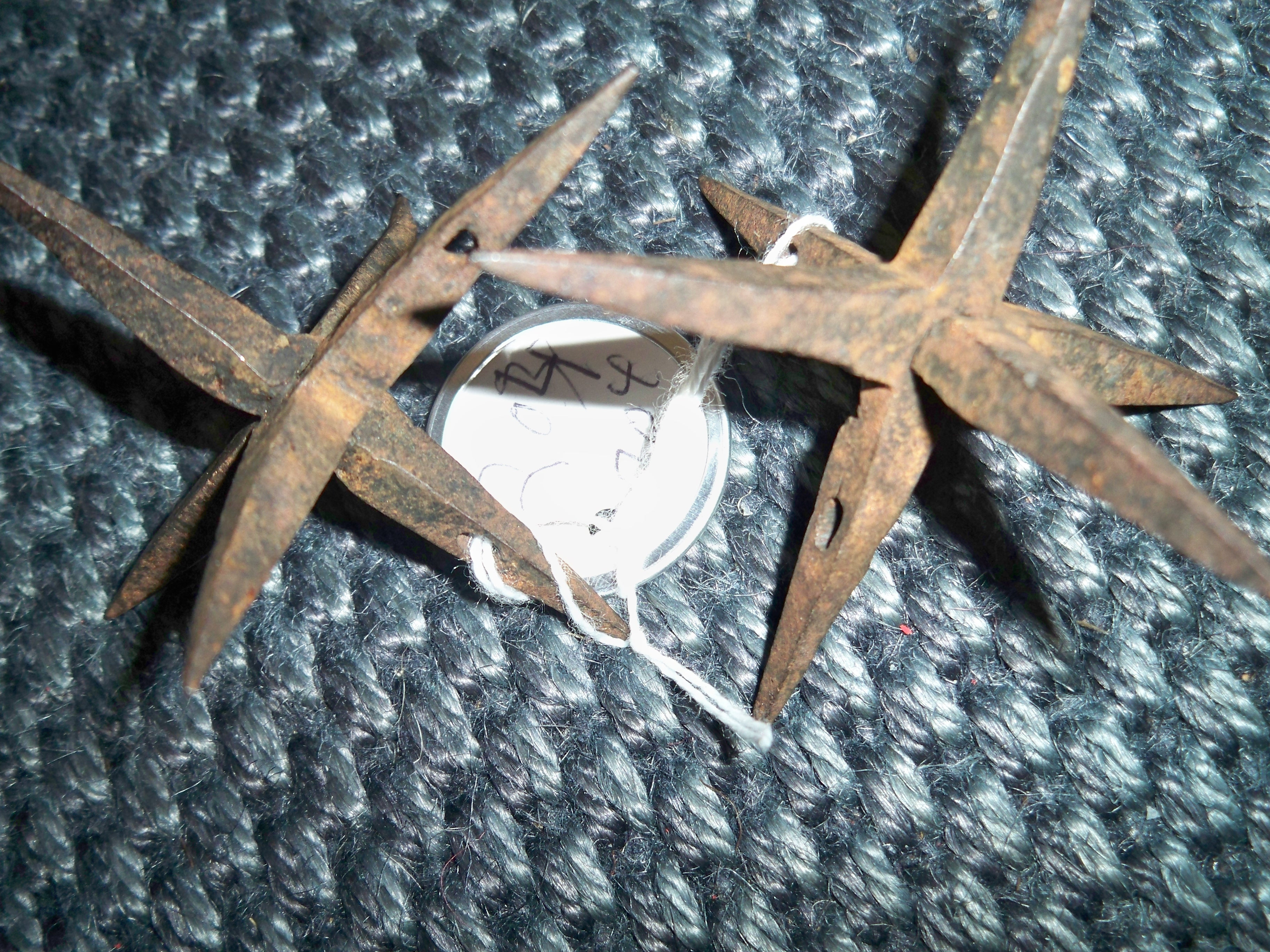
Makibisi
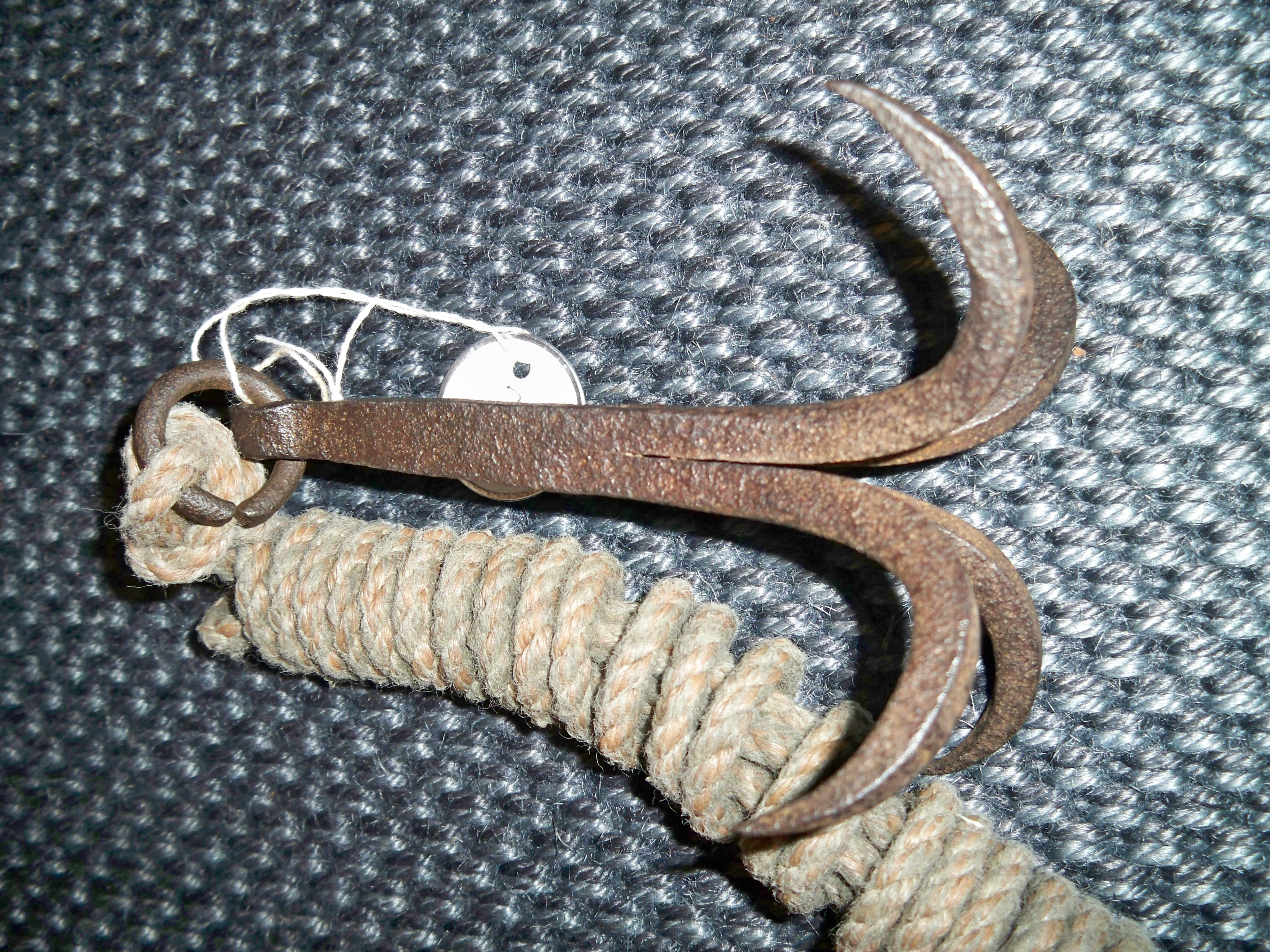
Kaginava
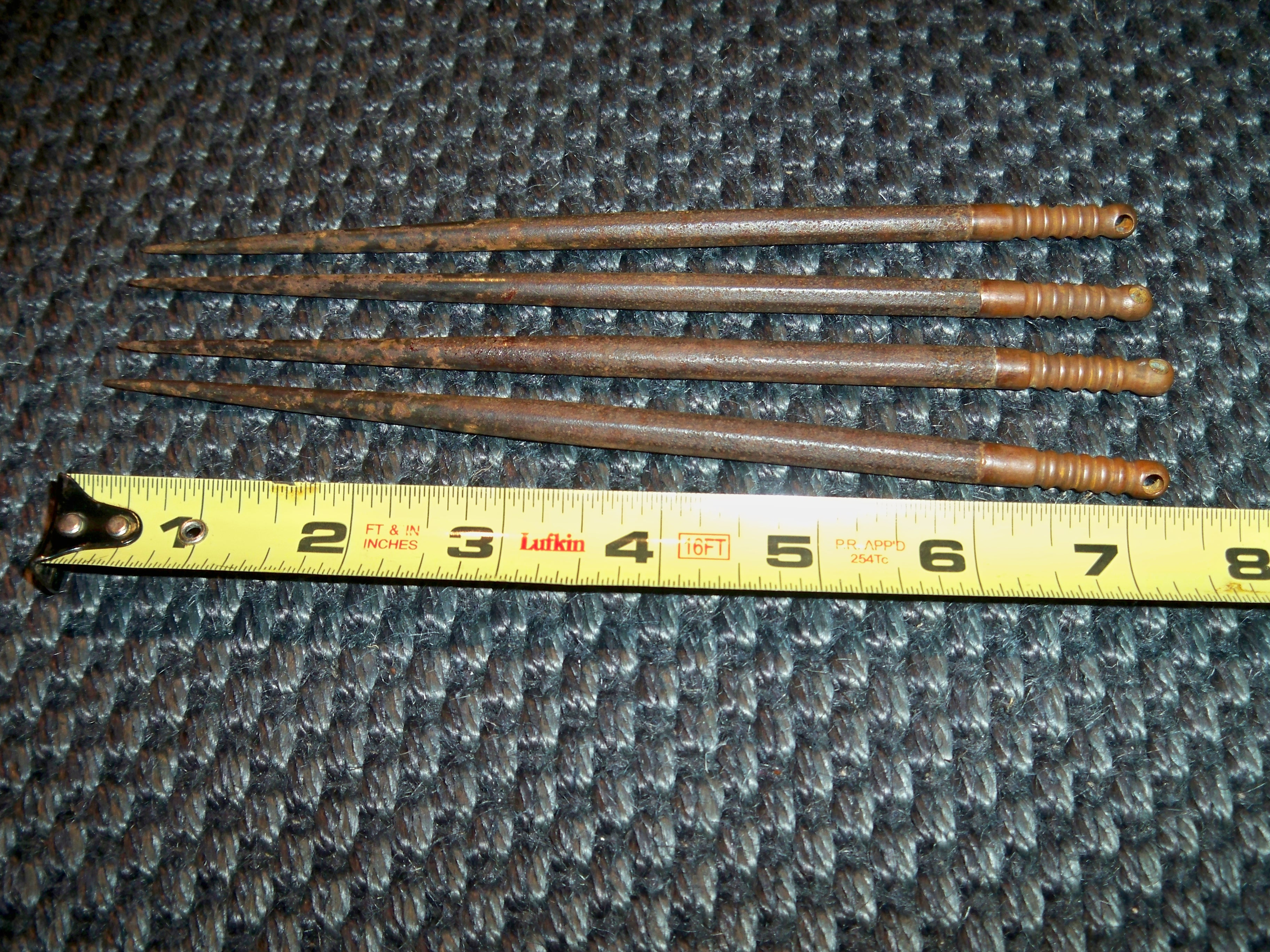
Suriken
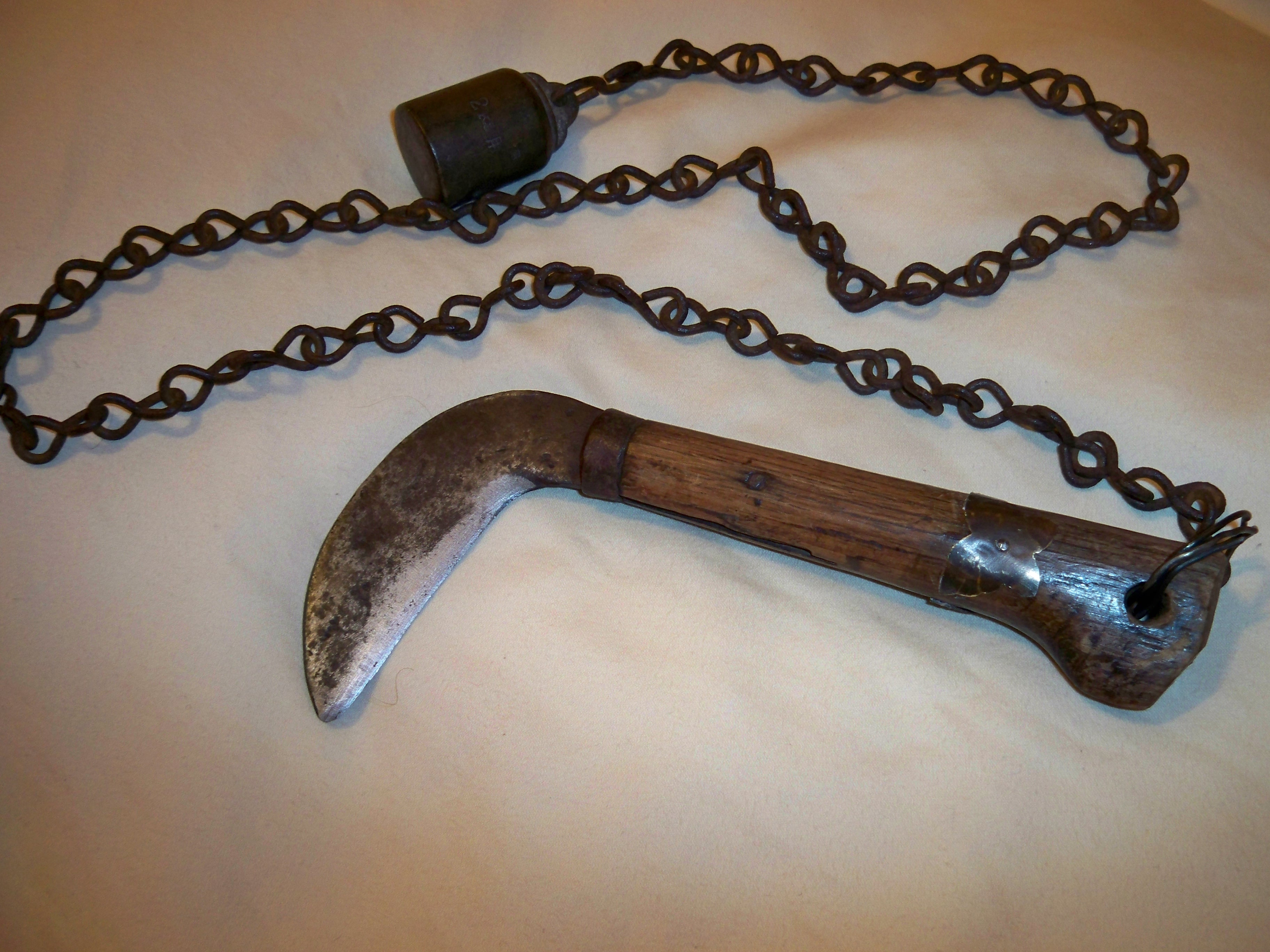
Kuszarigama
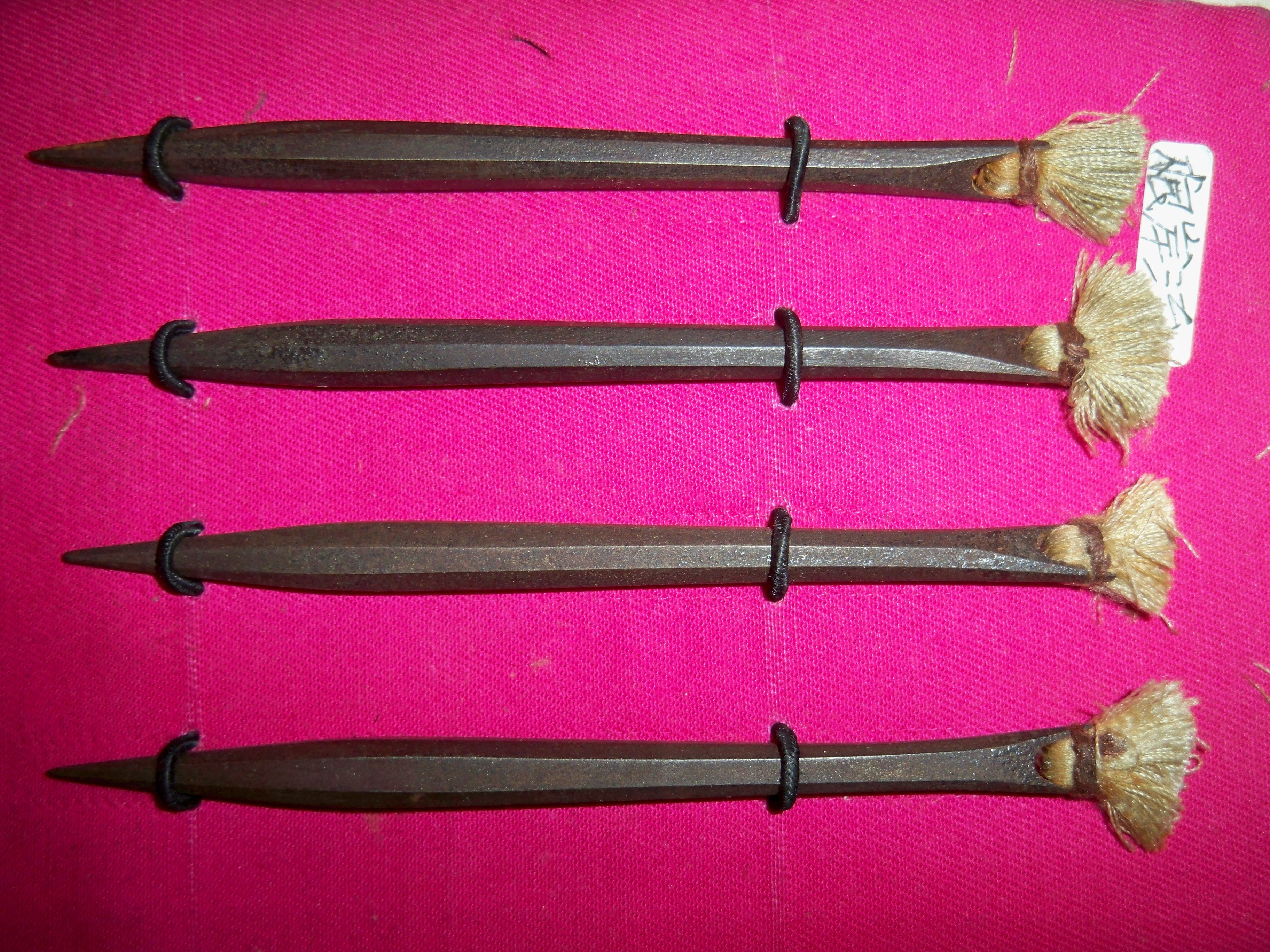
Suriken
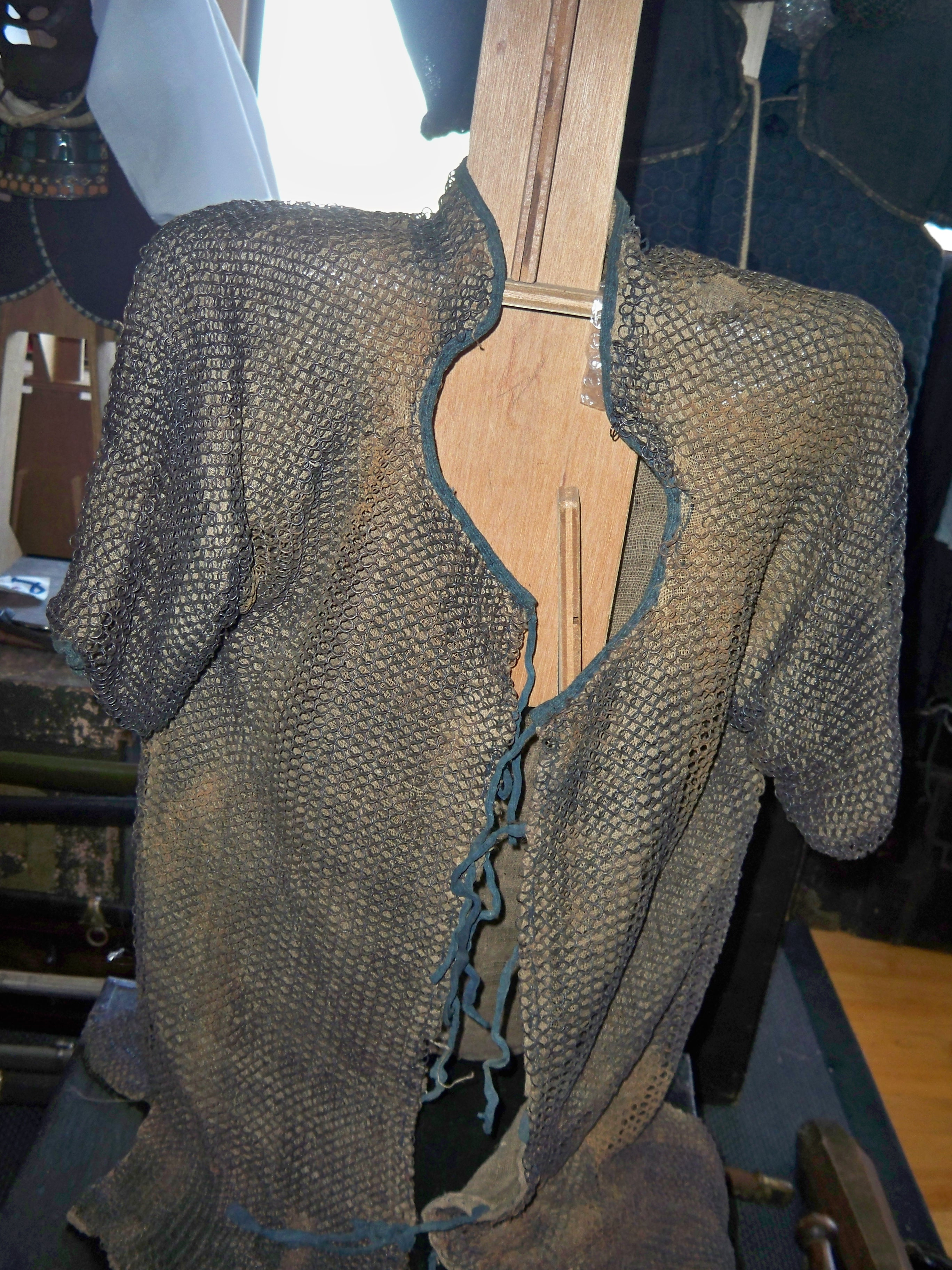
Kuszari katabira

## Egyéb érdekességek
A túlélésért mindent megtettek a nindzsák, így mindenre fel voltak készülve. Hasznos tanács volt, hogy hogyan főzzön rizst magának, aki éppen hadjáratban van, és nincs nála főzéshez szükséges edény. "A tanács a következő: áztasd be a rizst és csomagold falevelekbe vagy egy textil zsákba, azután ásd el a földben és gyújts felette tüzet."

### Gyógyítás
A kanpó a kínai hagyományos gyógyászat a VI és VII. században terjedt át Japánba. Egy jó nindzsának a birtokában volt a kínai gyógyászat teljes kézikönyve. Így tudott diagnózist felállítani, kezelést nyújtani, amit nagy számban gyógynövényekkel tettek meg.
Léteznek bizonyos növények, amelyek a nindzsák néha embertelen körülményeit kívánták megkönnyíteni, így jöttek létre az egy fejadagnyi pirulák amelyből kettőféle létezett. Az első az éhínséget, a másik a szomjúságot volt hivatott kiküszöbölni. Ezeket több éven át készítették majd kis labdácskákat gyúrtak belőle. Egy napos harchoz 3 labdácska volt szükséges.

### Talizmánok
A papír csíkokra saját vérükkel írták fel a szövegeket, amelyek átkot és rontást hordoztak magukon, de voltak amelyeket valószínűleg azért írtak, hogy a végső csatában a harcos erőt meríthessen belőle. Bár ezek használata nem teljesen ismert a tudósok előtt.

### További tudományok
Tengervíz sótlanítása, fatörzs gyűrűinek a növekedése szolgált iránytűként, külön érdekesség, hogy a macska szemének állásából meg tudta állapítani a pontos órát. Nagy figyelmet szenteltek a horkolás tanulmányozásának, mivel ebből meg lehetett állapítani milyen mélyen alszik az illető, továbbá színleli-e.

## Nindzsakultusz
Iga fesztivál ( 忍 者 議 会 – Nindzsagikai), amelyet Uenóban rendeznek meg minden évben. A helyiek pedig felvonulnak nindzsa öltözékben, amellyel hozzájárulnak a hagyomány fenntartásához.
Uenoi kastély és parkja: Ez a központja Japánnak azok számára, akik a nindzsa kultuszért rajonganak. A kastélyt 1585-ben Cucui Szadacugu építette.A kastély parkjában található nindzsa-ház és nindzsa-múzeum is. A ház eredetileg Takajama Taródzsiró nindzsa otthona volt és 1964-ben szállították ide. A házban számos csapóajtó, rejtett, illetve álcázott bejárat található. A múzeum ez alatt a ház alatt van. Itt található többek között az utolsó nindzsa, Fudzsita Szeikó könyvtára, ruhatára és fegyvertára.

## Mai popkultúrában
A mai popkultúrában szinte mindenhol említést tesznek a nindzsákról: Képregények, könyvek, animék, mangák, filmek, videó játékok stb.
- Nindzsa Bugeicsó ( 忍 者 武 芸 帳 影 丸 伝 – Sirato Szanpei, 1959)
- Futaro Yamada ( 甲 賀 忍 法 帖 Kóga Ninpócsó, 2006)
- Naruto ( ナ ル ト, 1999)
- Ninja scroll ( 獣 兵 衛 忍 風 帖 Júbei Ninpűcsó, 1993)
- Basilisk (バジリスク 〜 甲 賀 忍 法 帖 〜 Badzsiriszuku ~Kóga Ninpó Csó, 2003)
- Elektra (1981)
- Csak kétszer élsz (You Only Live Twice, 1967)
- Nindzsagyilkos (Ninja Assassin, 2009)
- Az utolsó szamuráj (The Last Samurai, 2003)
- Mortal Kombat (1992)
- The Last Ninja (1987)
- Tini Nindzsa Teknőcök (Teenage Mutant Ninja Turtles, 1987)
- Rendőrakadémia 4. (Police Academy 4: Citizens on Patrol, 1987)

### Könyvek
- Gy. Horváth László: Nindzsák, HungariaSport, 1988
- Stephen Turnbull: Nindzsa – Japán titokzatos harci kultuszának hiteles története; ford. Barabás Miklós; Zrínyi, 1992 ISBN 963-327-238-6
- Stephen Turnbull (2007), Warriors of Medieval Japan, Osprey Publishing, ISBN 978-1-84603-220-2

### Linkek
- http://www.fudoshindojo.hu/?load=content/fegyverek/kaginawa_hu.php
- https://en.wikipedia.org/wiki/Ninja#CITEREFTurnbull2003
- https://web.archive.org/web/20140202121722/http://japanfelderito.hu/japan-nok-noi-nindzsak/
- https://web.archive.org/web/20150325003038/http://www.worldofjapan.net/2011/04/kanji-for-ninja-%E5%BF%8D%E8%80%85/
- http://www.nihon.eoldal.hu/cikkek/kik-voltak-a-ninjak-/ Archiválva 2015. június 26-i dátummal a Wayback Machine-ben
- https://web.archive.org/web/20120116124338/http://www.budomagazin.hu/cikk.200.a_ninjutsu_a_halalos_fegyver_a_harcosok_utja_a_budo.html